# 호얏셍
호얏셍(포르투갈어: Ho Iat Seng, 1957년 6월 12일 ~ ) 또는 허이청(중국어 간체자: 贺一诚, 정체자: 賀一誠, 한어 병음: Hè Yīchéng, 월병: Ho6 Jat1 Sing4)은 마카오의 정치인으로, 마카오의 제3대 행정장관이다.
마카오에서 태어나서 마카오 푸이토 중학 과정을 졸업했으며, 1992년에 저장 대학에서 전자공학, 경제학을 졸업했다. 2001년에는 전국인민대표대회 상무위원으로 선출되었다. 2004년부터 2009년까지 마카오 행정회 위원이었으며, 2013년부터 2019년까지 마카오 입법회 주석을 역임했다. 2019년 4월 18일에는 2019년 8월에 열릴 마카오 행정장관 선거에 도전할 것을 선언했다.
2019년 8월 25일에 실시된 마카오 행정장관 선거에서 단독으로 출마하여 당선되었으며, 12월 20일에 마카오 반환 20주년에 맞춰 페르난도 추이의 후임 행정장관으로 정식 취임했다.
2024년 호얏셍은 건강상의 이유로 재선을 포기하고 2024년 12월 20일 임기를 마치고 퇴임하였다.

## 역대 선거 결과
| 선거명      | 직책명            | 대수 | 정당   | 득표율 | 득표수 | 결과 | 당락 |
| ----------- | ----------------- | ---- | ------ | ------ | ------ | ---- | ---- |
| 2019년 선거 | 마카오의 행정장관 | 3대  | 무소속 | 98.00% | 392표  | 1위  |      |